# Erasmus Reinhold
Erasmus Reinhold (1511-1553) là nhà thiên văn học, nhà toán học Đức. Ông có một danh mục sao mà sau này được thay thế bởi bảng Rudolf. Năm 1551, Erasmus Reinhold tường thuật việc sử dụng một buồng tối lỗ nhỏ để quan sát nhật thực và mô tả chi tiết sử dụng buồng tối như thế nào. Ông còn nhắc tới việc quan sát các vật xung quanh với buồng tối lỗ nhỏ.